# Polykarp Kusch
Polykarp Kusch (Blankenburg, 26 de janeiro de 1911 — Dallas, 20 de março de 1993) foi um físico alemão.
Recebeu seu diploma de bacharel em física em 1931 a partir de Case Western Reserve University. A partir da Universidade de Illinois, recebeu seu mestrado em 1933 e seu doutorado em 1936.
Foi Nobel de Física em 1955, pela determinação precisa do momento magnético do elétron.

## Carreira
Kusch então se mudou para a cidade de Nova York, onde, de 1937 e até sua saída para a recém-fundada Universidade do Texas em Dallas, passou grande parte de sua carreira como professor na Universidade Columbia e serviu como reitor da universidade por vários anos. Ele trabalhou em estudos de ressonância de feixe molecular sob I. I. Rabi, então descobriu o momento magnético anômalo do elétron. Muitas medições de momentos magnéticos e estrutura hiperfina se seguiram. Ele se expandiu para a físico-química e continuou a publicar pesquisas sobre feixes moleculares. Durante sua gestão em Columbia, ele foi o supervisor de doutorado de Gordon Gould, o inventor do laser.
Kusch foi membro da American Physical Society desde 1940 e da American Academy of Arts and Sciences desde 1959. Ele foi eleito membro da National Academy of Sciences em 1956.
A esposa de Kusch, Edith, morreu em 1959 e, no ano seguinte, ele se casou com Betty Pezzoni. Eles tiveram duas filhas. Kusch House, um dormitório residencial para alunos de graduação na Case Western Reserve University em Cleveland, Ohio, no campus sul, leva o nome de Kusch. Ele está localizado na Carlton Road, em Cleveland Heights. A Universidade do Texas em Dallas possui o Polykarp Kusch Auditorium com uma placa. Sua viúva Betty morreu em 2003, aos 77 anos.

## Publicações
- Rabi, I. I.; Zacharias, J. R.; Millman, S.; Kusch, P. (1938). «A New Method of Measuring Nuclear Magnetic Moment». Physical Review. 53 (4). 318 páginas. Bibcode:1938PhRv...53..318R. doi:10.1103/PhysRev.53.318
- Rabi, I. I.; Millman, S.; Kusch, P.; Zacharias, J. R. (1939). «The Molecular Beam Resonance Method for Measuring Nuclear Magnetic Moments. The Magnetic Moments of 3Li6, 3Li7 and 9F19». Physical Review. 55 (6): 526–535. Bibcode:1939PhRv...55..526R. doi:10.1103/PhysRev.55.526
- Rabi, I. I.; Zacharias, J. R.; Millman, S.; Kusch, P. (1992). «Milestones in Magnetic Resonance: 'A new method of measuring nuclear magnetic moment'. 1938». Journal of Magnetic Resonance Imaging. 2 (2): 131–133. PMID 1562763. doi:10.1002/jmri.1880020203
- Kusch, P.; Foley, H. M. (1948). «The Magnetic Moment of the Electron». Physical Review. 74 (3): 250–263. Bibcode:1948PhRv...74..250R. PMID 17820251. doi:10.1103/PhysRev.74.250